# Professional'nyj Futbol'nyj Klub Central'nyj Sportivnyj Klub Armii
Il Professional'nyj Futbol'nyj Klub Central'nyj Sportivnyj Klub Armii (in russo Профессиональный Футбольный Клуб ЦСКА?, Club calcistico professionistico del Club Sportivo Centrale dell'esercito), abbreviato in PFK CSKA o, in italiano, CSKA Mosca (pron. ZSKA), è la sezione calcistica moscovita della società polisportiva russa CSKA. Milita nella divisione di vertice del campionato russo di calcio e disputa le partite casalinghe nella VĖB Arena della capitale russa (30.600 posti).
Durante l'epoca sovietica era completamente di proprietà delle Forze Armate, note come Armata Rossa. Dopo il crollo dell'Unione Sovietica capitali privati sono entrati nella proprietà del club, del quale solo una quota di minoranza appartiene al ministero russo della Difesa.
Fondato il 27 agosto 1911, il CSKA è uno dei club calcistici più antichi del paese. È stato 7 volte campione sovietico (vinse anche l'ultimo campionato sovietico disputato, nel 1991) e 6 volte russo. Ha vinto inoltre 5 Coppe dell'URSS, 9 Coppe di Russia e 7 Supercoppe di Russia. In ambito internazionale vanta la vittoria di una Coppa UEFA (2004-2005), prima squadra post-sovietica ad aggiudicarsi una competizione UEFA nonché prima russa in assoluto.

## Storia

### 1911-1922
La storia della squadra di calcio del CSKA Mosca iniziò nel 1911, quando un'associazione di amanti dello sci chiamata OLLS (acronimo di Obščestva Ljubitelej Lyžnogo Sporta, in russo Общества любителей лыжного спорта?, cioè società amatori di sci) iscrisse la squadra per la prima volta al campionato russo. All'inizio il campionato era composto da tre squadre che si erano iscritte lo stesso anno, quindi l'OLLS fu iscritto al torneo nella classe B. Nell'agosto del 1911 la compagine moscovita disputò la prima partita ufficiale, che fu vinta per 6-2. Nel 1917 ottenne il primo posto nel campionato di Kazan', riservato ai club delle città della Dacha, lungo la ferrovia di Kazan' di cui Mosca fa parte, e fu promosso nella classe A. Dopo una stagione in seconda divisione nel 1917, l'OLLS tornò in massima serie e nel 1922 si aggiudicò anche la coppa nazionale.

### 1923-1935
Nel 1923, con l'avvento del socialismo, tutte le vecchie associazioni sportive e il campionato furono sciolti e il torneo fu riformato su base dipartimentale e trasformato in un campionato a sole otto squadre. Tutte le squadre già membri del vecchio campionato furono cambiate e anche gli stadi furono ristrutturati: l'OLLS fu rinominato OPPV. Il nuovo governo stabilì inoltre che tutti i soldati russi avrebbero fatto parte delle squadre del campionato. Nella stagione 1926 la compagine dell'esercito (CSKA) vinse il campionato di Mosca nella classe A (il cosiddetto nuovo campionato), che nel frattempo si allargò alla partecipazione di 15 squadre. In realtà il campionato fu più volte sospeso a causa del maltempo, così che le partite si giocarono solo sino al novembre 1926.
Dal 1928 la squadra cambiò nome in CDKA, acronimo di Central'nogo Doma Krasnoj Armii, (in russo Центрального Дома Красной Армии?, cioè Società Sportiva della Casa dell'Armata Rossa).

### 1936-1944
Nel 1936 si svolse i primi due campionati sovietici vero e proprio. Il CDKA fu ammesso di nuovo in Klass A, la massima serie. Vinse la prima partita del torneo con il punteggio di 6-2 contro il Krasnaya Zarya di Leningrado, ma alla fine del campionato estivo si piazzò al quarto posto. Nell'autunno 1936 il CSKA finì ottavo e ultimo, ragion per cui il club avrebbe dovuto essere retrocesso nella Klass B. A causa dell'intervento di alti funzionari militari e dell'ampliamento del campionato sovietico, il club rimase, tuttavia, in Klass A e svolse regolarmente la stagione successiva. La squadra, però, non riuscì a ingaggiare nuovi giocatori e terminò l'annata al nono posto in classifica, cioè ultimo.
L'anno successivo, grazie all'intervento delle autorità governative, tutte le squadre russe ricevettero delle nuove reclute direttamente dall'esercito e anche il CDKA si rinforzò ulteriormente. Il 22 giugno 1941 il CSKA avrebbe dovuto giocare un'amichevole con la Dinamo Kiev, ma la partita non ebbe luogo poiché la mattina stessa la città fu bombardata. La seconda guerra mondiale era appena scoppiata. Durante la guerra molti giocatori del CSKA furono inviati al fronte. La Federazione calcistica della Russia volle preservare lo sport nel paese, non interrompendo il campionato. Il CSKA stesso continuò a tenere gli allenamenti nella capitale Mosca. Durante gli anni della guerra il CSKA proseguì la stagione e, nel 1943, divenne Campione di Russia. Nel 1944 partecipò alla Coppa URSS, unica manifestazione calcistica (essendo i campionati sospesi): arrivò fino in finale, perdendo contro lo Zenit San Pietroburgo.

### Dal secondo dopoguerra alla fine dell'Unione Sovietica
Il secondo dopoguerra ha rappresentato il periodo più fecondo nella storia del club, che tra il 1945 e il 1951 ha conquistato per ben cinque volte il titolo sovietico e in quattro occasioni si è aggiudicata anche la coppa nazionale. La compagine moscovita si è laureata Campione dell'Unione Sovietica nel 1946, 1947, 1948, 1950 e 1951, mentre ha vinto la Coppa nel 1945, 1948 e 1951.
Lo sport era un veicolo di propaganda per il regime sovietico, i cui dirigenti auspicavano le vittorie degli atleti delle loro Nazionali per esibire al mondo la bontà dell'organizzazione sovietica e la sua superiorità rispetto a quelle dei Paesi capitalisti. La rinuncia a schierare la Nazionale di calcio nelle competizioni internazionali per un lungo periodo fu dettata dal fatto che le autorità politiche non erano sicure della vittoria, ipotesi confermata dalle sconfitte del CDKA in una tournée in Cecoslovacchia nel 1947, dopo la quale i dirigenti sovietici proibirono incontri internazionali per due anni.
Nel 1951 il club fu rinominato CDSA, acronimo di Central'nogo Doma Sovetskoy Armyi, (in russo Центрального Дома Советской Армии?, cioè Centrale Casa dell'Armata Rossa). Nel 1952 la squadra era in testa alla classifica a punteggio pieno dopo tre giornate quando a causa della sconfitta della Nazionale Sovietica (nelle cui file giocavano cinque giocatori del CDSA) contro la Jugoslavia ai Giochi olimpici del 1952, il club fu escluso dal campionato. Dopo un anno di stop il club nel 1954 fu riammesso nella massima serie.
L'anno seguente vinse nuovamente la Coppa dell'URSS. Tra il 1957 e il 1959 fu noto come CSK MO, acronimo di Central'nyi Sportivnyi Klub Ministerstva Oborony, (in russo Центральный Спортивный Клуб Министерства Обороны?, cioè Società Sportiva Centrale del Ministero della difesa). Dal 1960 assunse la denominazione di CSKA. Pur rimanendo nelle prime posizioni di classifica il club non riuscì a vincere trofei, fino al 1970 quando, dopo un digiuno quasi ventennale, si laureò campione sovietico. Ebbe così la possibilità di partecipare per la prima volta alle coppe europee: prese parte alla Coppa dei Campioni 1971-1972 dove fu eliminato agli ottavi dai belgi dello Standard Liegi.
Da quell'exploit i risultati del club cominciarono a peggiorare: la squadra non andò mai oltre il quinto posto e nel 1984 il club finì ultimo, retrocedendo. Nel 1985 finì secondo nel girone di promozione della Pervaja Liga, ma ciò non fu sufficiente a consentirne il ritorno in massima serie: fu, infatti, solo terzo nel girone di play-off. L'anno seguente vinse la Pervaja Liga (questa volta organizzato in un girone unico) ottenendo il ritorno in Vysšaja Liga.
Fu un ritorno effimero: l'anno seguente finì penultimo, retrocedendo nuovamente. Dopo un terzo nel 1988, ad un punto dal secondo, occupato dal Rotor, nel 1989 vinse il campionato tornando in Vysšaja Liga. Questa volta il ritorno fu più incisivo: in due stagioni il club ottenne una finale e una vittoria in Coppa dell'URSS e un secondo posto seguito dall'ultimo titolo sovietico in campionato.

### Dalla nascita dei campionati russi ad oggi

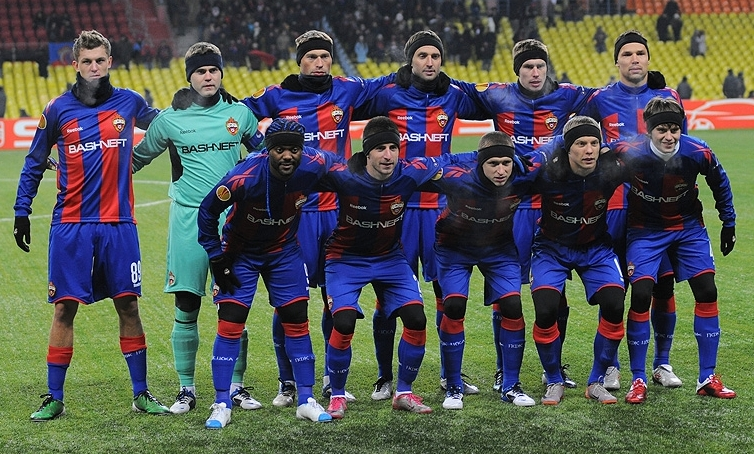
Il CSKA Mosca schierato prima di una partita di Europa League contro il nel febbraio 2011.

Con la nascita della Federazione Russa, vince la Supercoppa di Russia nel 2004, 2006, 2007 e 2009 e il titolo di campione di Russia nel 2003, nel 2005 e nel 2006.
Nel 2004 il club riceve un importante finanziamento dalla Sibneft, compagnia petrolifera posseduta dal miliardario russo Roman Abramovič, già proprietario del Chelsea, ma nel 2006 l'operazione è bloccata dall'UEFA. La partnership con la Sibneft dura, quindi, fino al 2006. In seguito sponsor del club diviene la VTB, la banca russa più importante.
Il CSKA Mosca è stata la prima squadra russa ad aggiudicarsi un trofeo europeo di rilievo, la Coppa UEFA nel 2004-2005. Nella finale di Lisbona la squadra russa batte per 3-1 lo Sporting Lisbona, che gioca nello stadio di casa, il José Alvalade. Nell'agosto del 2005 il CSKA di Mosca perde allo Stadio Louis II di Montecarlo la Supercoppa europea contro il Liverpool, vittorioso con il punteggio di 3-1.
Tra il 2007 e il 2011, in attesa della costruzione di un nuovo campo da gioco, il club si sposta nello Stadio Lužniki. Dal 2012 gioca in un nuovo stadio, l'Arena Chimki, la cui prima pietra è stata posata il 19 maggio 2007. Per le partite più importanti di campionato, come i tanti derby di Mosca, e le gare di Champions League o Europa League, torna a giocare al Lužniki.
Nel 2009-2010 il club raggiunge i quarti di finale della Champions League, miglior risultato del club nel torneo dal 1993. Viene eliminato dall'Inter, che vince per 1-0 sia la gara d'andata a San Siro che quella di ritorno. Il CSKA di Mosca vince il suo quarto titolo russo e la settima coppa nazionale nel maggio e nel giugno 2013 e si riconferma campione di Russia per la quinta volta nella sua storia anche nel 2014.
Nel 2014-2015 il CSKA si aggiudica la Supercoppa di Russia battendo il Rostov per 3-1. Inizia il campionato con tre vittorie consecutive contro Torpedo (4-1), Mordovija (1-0) e Terek Groznyj (1-0) e, considerando anche la stagione precedente, stabilisce una striscia di 13 vittorie consecutive in massima divisione russa, nuovo record dopo quello stabilito sempre dal CKSA nel campionato del 1998. In Champions League il CSKA è sorteggiato in un girone difficile, comprendente Bayern Monaco, Roma e Manchester City. Malgrado i risultati contro il Manchester City (pareggio per 2-2 in casa e vittoria per 2-1 all'Etihad Stadium), i russi chiudono la loro esperienza europea classificandosi ultimi nel girone. Nella finestra invernale di calciomercato lascia la squadra moscovita una pedina importante, Seydou Doumbia, ceduto in prestito alla Roma, e abbandonano il club anche Tomáš Necid, Rasmus Elm, Mark González, Vitinho e Konstantin Bazeljuk. Arrivano i giovani svedesi Alibek Aliev e Carlos Strandberg. A marzo i moscoviti centrano tre vittorie in campionato e raggiungono la semifinale di Coppa di Russia, ma nel mese di aprile accusano un calo - 3 sconfitte di fila (tra cui due contro due dirette concorrenti, Zenit e Dinamo) e perdono per 1-0 contro il Kuban' la semifinale di coppa nazionale. In campionato la squadra giunge seconda, a sette punti dallo Zenit campione e a pari punti con il Kuban, ma avvantaggiata dagli scontri diretti.
Il 7 agosto 2015 Leonid Sluckij è nominato commissario tecnico della nazionale russa e continua a ricoprire contestualmente il ruolo di allenatore del CSKA.
Nel 2015-2016 il CSKA, rinforzato dal ritorno di Doumbia, ottiene sette vittorie consecutive nelle prime sette giornate di campionato e allunga a 14 partite la serie senza sconfitte. In Champions League ritrova nel girone, come nel 2009-2010, Manchester Utd e Wolfsburg, mentre la terza avversaria del raggruppamento è il PSV. I mesi di novembre e dicembre del 2015 si rivelano nefasti per la squadra, che non ottiene alcuna vittoria in quattro partite di campionato russo e tre di Champions League. Di conseguenza, prima della pausa invernale, la squadra conserva solo tre punti di vantaggio sulla seconda, il Rostov, ed è eliminata dalla Champions League. La finestra invernale di calciomercato porta a Mosca il centrocampista russo Roman Širokov e Sergej Tkačëv, oltre all'attaccante nigeriano Aaron Samuel. Il 21 maggio 2016 il CSKA completa una notevole rimonta e si laurea campione di Russia per la sesta volta battendo per 1-0 in Rubin Kazan con un gol di Alan Dzagoev, ma non riesce l'accoppiata con la Coppa di Russia, dove il CSKA giunge in finale, per poi perdere poi malamente (1-4) contro lo Zenit San Pietroburgo.
La campagna acquisti dell'estate del 2016 vede i ritorni di Milanov e Strandberg e gli ingaggi prestito di Aleksej Ionov e Lacina Traoré, ma scorre via senza l'arrivo di nomi di rilievo. La stagione 2016-2017 si apre con la sconfitta nella Supercoppa di Russia contro lo Zenit (1-0). Per consentire il completamento dei lavori di costruzione del nuovo stadio, la VĖB Arena, la squadra apre il campionato con cinque trasferte consecutive. Il 10 settembre 2016 il nuovo impianto è inaugurato in occasione della partita contro il Terek Groznyj, vinta per 3-0 (primo gol nel nuovo stadio è di Lacina Traoré). Alla fine di dicembre il CSKA si ritrova terzo in campionato e già eliminato dalla Coppa di Russia e dalla Champions League (ultima classificata nel girone con Bayer Leverkusen, Monaco e Tottenham, senza aver ottenuto vittorie in sei partite). Intanto il 6 dicembre, confermando numerose voci circolate nei mesi precedenti, Sluckij conferma la propria intenzione di lasciare l'incarico con effetto immediato: il tecnico si dimette infatti l'indomani, dopo la sconfitta interna per 1-3 contro il Tottenham.
Sotto la guida del bielorusso Viktar Hančarėnka, subentrato il 12 dicembre 2016 e in carica con un biennale, nel mercato di riparazione del gennaio 2017 il CSKA preleva il difensore Viktor Vasin e il centrocampista Vitinho, che divengono immediatamente due leader della squadra. Nella seconda parte della stagione 2016-2017 il CSKA riesce a mantenere un rendimento positivo, perdendo solo una partita (di misura contro lo Spartak Mosca) in campionato e conseguendo il secondo posto finale. Il secondo posto in campionato è confermato nella stagione 2017-2018, annata in cui il CSKA ottiene tre vittorie nel girone di Champions League e poi, passato in Europa League, supera sedicesimi e ottavi di finale si ferma ai quarti di finale della competizione, eliminato dall'Arsenal. Alla fine dell'annata si ritirano dall'attività agonistica i fratelli gemelli Aleksej e Vasilij Berezuckij e Sergej Ignaševič, colonne della squadra da vari lustri.
La stagione 2018-2019 si apre con la vittoria della Supercoppa di Russia, la settima nella storia del club, ottenuta battendo per 1-0 il Lokomotiv Mosca dopo i tempi supplementari. Il CSKA ha partecipato alla coppa in qualità di seconda classificata in campionato, in sostituzione del Tosno vincitore della Coppa di Russia 2017-2018 e dissolto alcune settimane prima. La squadra prende poi parte alla fase a gironi di Champions League, dove il 2 ottobre 2018 ottiene una storica vittoria interna contro il Real Madrid (1-0) nell'esordio casalingo stagionale nel torneo, mentre il 12 dicembre i russi si impongono anche allo Stadio Santiago Bernabéu di Madrid con un clamoroso 0-3. Nonostante ciò, il CSKA, già eliminato prima del match in terra spagnola, chiude al quarto e ultimo posto il girone comprendente anche Roma e Viktoria Plzeň, con 7 punti (2 vittorie contro il Real ed un pareggio in Repubblica Ceca). Si tratta di un risultato storico, in quanto primo club nella storia a battere nel proprio girone (tra andata e ritorno) i campioni in carica del torneo, pur chiudendo il girone all'ultimo posto. In campionato la squadra moscovita chiude al quarto posto, valido per la qualificazione alla fase a gironi di Europa League.

## Cambi di denominazione
- 1911-1922: OLLS - Obščestva Ljubitelej Lyžnogo Sporta
- 1923: OPPV - Opytno-Pokazatel'naja Plosčadka Vseobuča
- 1924-1927: OPPV - Opytno-Pokazatel'naja Plosčadka Voenveda
- 1928-1950: SK CDKA - Sportivnyj Klub Central'nogo Doma Krasnoj Armii
- 1951-1956: SK CDSA - Sportivnyj Klub Central'nogo Doma Soveckoj Armii
- 1957-1959: CSKMO - Central'nyj Sportivnyj Klub Ministerstva Oboronj
- 1960-attuale: CSKA - Central'nyj Sportiv'nyj Klub Armii

## Ranking Club UEFA
Aggiornata il 7 Febbraio 2020
| Rank | Team        | Points |
| ---- | ----------- | ------ |
| 30   | Sporting CP | 48.000 |
| 31   | Schalke 04  | 46.000 |
| 32   | CSKA Moscow | 44.000 |
| 33   | SC Braga    | 41.000 |
| 34   | SS Lazio    | 41.000 |

## Allenatori
- Pavel Chalkiopov (1936)

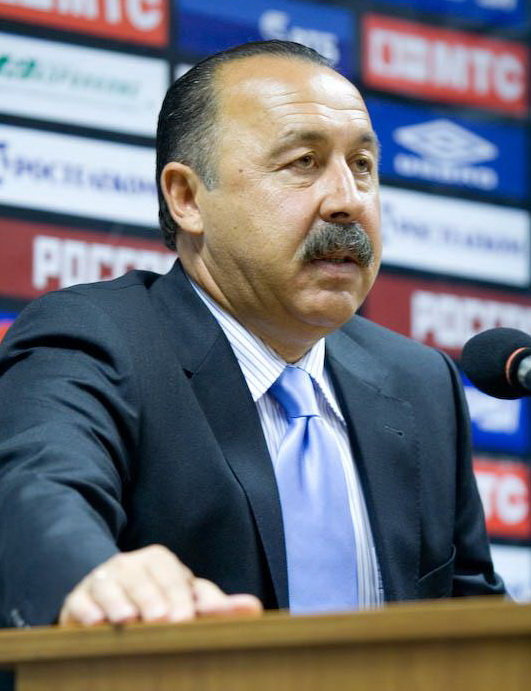
Valerij Gazzaev, l'allenatore più vincente nella storia della squadra moscovita

- Michail Rušinskij (1937-1939)
- Sergej Buchteev (1940)
- Pёtr Ežov (1941)
- Evgenij Nikišin (1942-1944)
- Boris Arkad'ev (1944-1952; 1958-1959)
- Grigorij Pinaičev (1954-1957; 1959-1960)
- Konstantin Beskov (1961-1962)
- Vjačeslav Solov'ёv (1963-1964)
- Valentin Nikolaev (1964-1965; 1969-1973)
- Sergej Šapošnikov (1966-1967; 1979; 1983; 1987-1988)
- Vsevolod Bobrov (1967-1969; 1977-1978)
- Vladimir Agapov (1974)
- Anatolij Tarasov (1975)
- Aleksej Mamykin (1976-1977)
- Oleh Bazylevyč (1980-1982)
- Al'bert Šesternëv (1982-1983)
- Jurij Morozov (1984-1987)
- Pavel Sadyrin (1989-1992; 1997-1998; 2000-2001)
- Gennadij Kostylev (1992-1993)
- Boris Kopejkin (1993-1994)
- Aleksandr Tarchanov (1994-1997)
- Oleg Dolmatov (1998-2000)
- Valerij Gazzaev (2002-2003; 2004-2008)
- Artur Jorge (2003-2004)
- Zico (2009)
- Juande Ramos (2009)
- Leonid Sluckij (2009-2016)
- Viktar Hančarėnka (2016-2021)
- Ivica Olić (2021)
- Aleksej Berezuckij (2021-2022)

## Giocatori

### Vincitori in nazionale
- Oro olimpico: 7

 Anatolij Bašaškin (Melbourne 1956)
 József Beca (Melbourne 1956)
 Jurij Beljaev (Melbourne 1956)
 Anatolij Porchunov (Melbourne 1956)
 Boris Razinskij (Melbourne 1956)
 Sergej Fokin (Seul 1988)
 Vladimir Tatarčuk (Seul 1988)
- Bronzo olimpico: 4

 Jurij Istomin (Monaco 1972)
 Volodymyr Kaplyčnyj (Monaco 1972)
 Vladimir Astapovskij (Montréal 1976)
 Leonid Nazarenko (Montréal 1976)
- Campionato d'Europa: 1

 German Apuchtin (Francia 1960)
- Coppa America: 1

 Vágner Love (Venezuela 2007)
- Coppa d'Asia: 1

 Keisuke Honda (Qatar 2011)

## Palmarès

### Competizioni nazionali
- Campionato sovietico: 7

1946, 1947, 1948, 1950, 1951, 1970, 1991
- Coppa dell'URSS: 5

1945, 1948, 1951, 1955, 1990-1991
- Campionato russo: 6

2003, 2005, 2006, 2012-2013, 2013-2014, 2015-2016
- Pervaja Liga: 2

1986, 1989
- Coppa di Russia: 9  (record alla pari con la Lokomotiv Mosca)

2001-2002, 2004-2005, 2005-2006, 2007-2008, 2008-2009, 2010-2011, 2012-2013, 2022-2023, 2024-2025
- Supercoppa di Russia: 8

2004, 2006, 2007, 2009, 2013, 2014, 2018, 2025

### Competizioni internazionali
- Coppa UEFA: 1  (record russo a pari merito con lo Zenit San Pietroburgo)

2004-2005

### Competizioni giovanili
- Torneo Internazionale Carlin's Boys: 1

2005

## Statistiche

### Partecipazione ai campionati

#### Unione Sovietica
| Livello | Categoria        | Partecipazioni | Debutto        | Ultima stagione | Totale |
| ------- | ---------------- | -------------- | -------------- | --------------- | ------ |
| 1º      | Gruppa A         | 7              | primavera 1936 | 1941            | 50     |
| 1º      | Pervaja Gruppa   | 5              | 1945           | 1949            | 50     |
| 1º      | Klass A          | 12             | 1950           | 1962            | 50     |
| 1º      | Pervaja Gruppa A | 7              | 1963           | 1969            | 50     |
| 1º      | Vysšaja Gruppa A | 1              | 1970           | 1970            | 50     |
| 1º      | Vysšaja Liga     | 18             | 1971           | 1991            | 50     |
| 2º      | Pervaja Liga     | 4              | 1985           | 1989            | 4      |

#### Russia
| Livello | Categoria        | Partecipazioni | Debutto | Ultima stagione | Totale |
| ------- | ---------------- | -------------- | ------- | --------------- | ------ |
| 1º      | Vysšaja Liga     | 6              | 1992    | 1997            | 28     |
| 1º      | Vysšaja Divizion | 4              | 1998    | 2001            | 28     |
| 1º      | Prem'er-Liga     | 18             | 2002    | 2019-2020       | 28     |

### Partecipazioni alle coppe europee
- Partecipazioni alla Coppa dei Campioni/UEFA Champions League: 8
- Partecipazioni alla Coppa delle Coppe: 2
- Partecipazioni alla Coppa UEFA: 8
- Partecipazioni alla Supercoppa Europea: 1

### Statistiche individuali
In grassetto i calciatori tuttora in attività nel CSKA.

#### Presenze
Presenze e reti nelle competizioni ufficiali sono aggiornate al 9 marzo 2025.
| Calciatore          | Periodo   | Presenze | Reti |
| ------------------- | --------- | -------- | ---- |
| Igor' Akinfeev      | 2003-oggi | 786      | -710 |
| Sergej Ignaševič    | 2004-2018 | 540      | 46   |
| Vasilij Berezuckij  | 2002-2018 | 531      | 13   |
| Aleksej Berezuckij  | 2002-2018 | 502      | 11   |
| Vladimir Fedotov    | 1961-1975 | 427      | 100  |
| Vladimir Polikarpov | 1961-1974 | 383      | 83   |
| Deividas Šemberas   | 2002-2012 | 367      | 2    |
| Elvir Rahimić       | 2001-2014 | 346      | 6    |
| Dmitry Bagrich      | 1958-1970 | 331      | 1    |
| Dmitry Galyamin     | 1981-1991 | 330      | 6    |

#### Reti
Presenze e reti nelle competizioni ufficiali sono aggiornate al 23 ottobre 2018.
| Calciatore        | Periodo         | Presenze | Reti |
| ----------------- | --------------- | -------- | ---- |
| Grigorij Fedotov  | 1938-1949       | 196      | 161  |
| Vágner Love       | 2004-2011, 2013 | 258      | 124  |
| Valentin Nikolaev | 1940-1952       | 253      | 121  |
| Aleksej Grinin    | 1939-1952       | 293      | 103  |
| Vsevolod Bobrov   | 1945-1949       | 99       | 102  |
| Vladimir Fedotov  | 1961-1975       | 427      | 100  |
| Vladimir Dëmin    | 1945-1952, 1954 | 237      | 98   |
| Seydou Doumbia    | 2010-2014, 2015 | 150      | 95   |
| Boris Kopeikin    | 1969-1977       | 264      | 94   |
| Jurij Česnokov    | 1975-1983       | 289      | 87   |

## Organico

### Rosa 2025-2026
Aggiornata al 5 agosto 2025.
| N. |                                 | Ruolo | Calciatore           |
| -- | ------------------------------- | ----- | -------------------- |
| 3  | Russia (bandiera)               | D     | Danil Krugovoj       |
| 4  | Brasile (bandiera)              | D     | Willyan              |
| 5  | Serbia (bandiera)               | C     | Saša Zdjelar         |
| 6  | Russia (bandiera)               | C     | Maksim Muchin        |
| 8  | Bielorussia (bandiera)          | A     | Arcëm Šumanski       |
| 9  | Venezuela (bandiera)            | A     | Saúl Guarirapa       |
| 10 | Russia (bandiera)               | C     | Ivan Obljakov        |
| 11 | Russia (bandiera)               | A     | Tamerlan Musaev      |
| 14 | Russia (bandiera)               | C     | Egor Ušakov          |
| 15 | Bosnia ed Erzegovina (bandiera) | C     | Miralem Pjanić       |
| 17 | Russia (bandiera)               | C     | Kirill Glebov        |
| 19 | Russia (bandiera)               | A     | Rifat Žemaletdinov   |
| 20 | Mali (bandiera)                 | A     | Sekou Koita          |
| 21 | Uzbekistan (bandiera)           | C     | Abbosbek Fayzullayev |

| N. |                    | Ruolo | Calciatore                |
| -- | ------------------ | ----- | ------------------------- |
| 22 | Serbia (bandiera)  | D     | Milan Gajić               |
| 23 | Russia (bandiera)  | D     | Džamalutdin Abdulkadyrov  |
| 25 | Croazia (bandiera) | C     | Kristijan Bistrović       |
| 27 | Brasile (bandiera) | D     | Moisés                    |
| 31 | Russia (bandiera)  | C     | Matvej Kisljak            |
| 35 | Russia (bandiera)  | P     | Igor' Akinfeev (capitano) |
| 45 | Russia (bandiera)  | P     | Danila Bokov              |
| 46 | Russia (bandiera)  | A     | Vladislav Jakovlev        |
| 49 | Russia (bandiera)  | P     | Vladislav Torop           |
| 68 | Russia (bandiera)  | D     | Michail Rjadno            |
| 78 | Russia (bandiera)  | D     | Igor' Diveev              |
| 90 | Russia (bandiera)  | D     | Matvej Lukin              |
| 96 | Iran (bandiera)    | D     | Amirhossein Reyvandi      |

### Rosa 2024-2025
Aggiornata al 8 febbraio 2025.
| N. |                                 | Ruolo | Calciatore         |
| -- | ------------------------------- | ----- | ------------------ |
| 3  | Russia (bandiera)               | D     | Danil Krugovoj     |
| 4  | Brasile (bandiera)              | D     | Willyan            |
| 5  | Serbia (bandiera)               | C     | Saša Zdjelar       |
| 6  | Russia (bandiera)               | C     | Maksim Muchin      |
| 8  | Bielorussia (bandiera)          | A     | Arcëm Šumanski     |
| 9  | Venezuela (bandiera)            | A     | Saúl Guarirapa     |
| 10 | Russia (bandiera)               | C     | Ivan Obljakov      |
| 11 | Russia (bandiera)               | A     | Tamerlan Musaev    |
| 13 | Brasile (bandiera)              | D     | Khellven           |
| 14 | Russia (bandiera)               | C     | Egor Ušakov        |
| 15 | Bosnia ed Erzegovina (bandiera) | C     | Miralem Pjanić     |
| 17 | Russia (bandiera)               | C     | Kirill Glebov      |
| 19 | Russia (bandiera)               | A     | Rifat Žemaletdinov |
| 20 | Mali (bandiera)                 | A     | Sekou Koita        |

| N. |                       | Ruolo | Calciatore                |
| -- | --------------------- | ----- | ------------------------- |
| 21 | Uzbekistan (bandiera) | C     | Abbosbek Fayzullayev      |
| 22 | Serbia (bandiera)     | D     | Milan Gajić               |
| 23 | Russia (bandiera)     | D     | Džamalutdin Abdulkadyrov  |
| 25 | Croazia (bandiera)    | C     | Kristijan Bistrović       |
| 27 | Brasile (bandiera)    | D     | Moisés                    |
| 31 | Russia (bandiera)     | C     | Matvej Kisljak            |
| 35 | Russia (bandiera)     | P     | Igor' Akinfeev (capitano) |
| 45 | Russia (bandiera)     | P     | Danila Bokov              |
| 46 | Russia (bandiera)     | A     | Vladislav Jakovlev        |
| 49 | Russia (bandiera)     | P     | Vladislav Torop           |
| 68 | Russia (bandiera)     | D     | Michail Rjadno            |
| 78 | Russia (bandiera)     | D     | Igor' Diveev              |
| 90 | Russia (bandiera)     | D     | Matvej Lukin              |
| 96 | Iran (bandiera)       | D     | Amirhossein Reyvandi      |

### Rosa 2023-2024
Aggiornata al 21 agosto 2023.
| N. |                                 | Ruolo | Calciatore                |
| -- | ------------------------------- | ----- | ------------------------- |
| 4  | Brasile (bandiera)              | D     | Willyan                   |
| 5  | Serbia (bandiera)               | C     | Saša Zdjelar              |
| 6  | Russia (bandiera)               | C     | Maksim Muchin             |
| 7  | Bosnia ed Erzegovina (bandiera) | C     | Miralem Pjanić            |
| 9  | Russia (bandiera)               | A     | Fëdor Čalov               |
| 10 | Russia (bandiera)               | C     | Ivan Obljakov             |
| 14 | Russia (bandiera)               | D     | Kirill Nababkin           |
| 20 | Russia (bandiera)               | C     | Konstantin Kučaev         |
| 22 | Serbia (bandiera)               | D     | Milan Gajić               |
| 27 | Brasile (bandiera)              | D     | Moisés                    |
| 28 | Paraguay (bandiera)             | A     | Jesús Medina              |
| 35 | Russia (bandiera)               | P     | Igor' Akinfeev (capitano) |

| N. |                   | Ruolo | Calciatore          |
| -- | ----------------- | ----- | ------------------- |
| 41 | Russia (bandiera) | C     | Egor Ušakov         |
| 42 | Russia (bandiera) | D     | Georgij Ščennikov   |
| 45 | Russia (bandiera) | P     | Danila Bokov        |
| 48 | Russia (bandiera) | D     | Dmitriy Kaptilovich |
| 49 | Russia (bandiera) | P     | Vladislav Torop     |
| 62 | Russia (bandiera) | D     | Vadim Karpov        |
| 72 | Russia (bandiera) | C     | Nikita Ermakov      |
| 77 | Russia (bandiera) | D     | Il'ja Agapov        |
| 78 | Russia (bandiera) | D     | Igor' Diveev        |
| 88 | Cile (bandiera)   | C     | Víctor Méndez       |
| 90 | Russia (bandiera) | D     | Matvej Lukin        |
| 91 | Russia (bandiera) | A     | Anton Zabolotnyj    |

### Rosa 2022-2023
Aggiornata al 17 gennaio 2023.
| N. |                       | Ruolo | Calciatore                |
| -- | --------------------- | ----- | ------------------------- |
| 4  | Brasile (bandiera)    | D     | Willyan                   |
| 5  | Serbia (bandiera)     | C     | Saša Zdjelar              |
| 6  | Russia (bandiera)     | C     | Maksim Muchin             |
| 8  | Colombia (bandiera)   | C     | Jorge Carrascal           |
| 9  | Russia (bandiera)     | A     | Fëdor Čalov               |
| 10 | Russia (bandiera)     | C     | Ivan Obljakov             |
| 14 | Russia (bandiera)     | D     | Kirill Nababkin           |
| 19 | Kazakistan (bandiera) | C     | Baqtııaar Zaınýtdınov     |
| 20 | Russia (bandiera)     | C     | Konstantin Kučaev         |
| 22 | Serbia (bandiera)     | D     | Milan Gajić               |
| 27 | Brasile (bandiera)    | D     | Moisés                    |
| 28 | Paraguay (bandiera)   | A     | Jesús Medina              |
| 35 | Russia (bandiera)     | P     | Igor' Akinfeev (capitano) |

| N. |                      | Ruolo | Calciatore          |
| -- | -------------------- | ----- | ------------------- |
| 41 | Russia (bandiera)    | C     | Egor Ušakov         |
| 42 | Russia (bandiera)    | D     | Georgij Ščennikov   |
| 45 | Russia (bandiera)    | P     | Danila Bokov        |
| 48 | Russia (bandiera)    | D     | Dmitriy Kaptilovich |
| 49 | Russia (bandiera)    | P     | Vladislav Torop     |
| 62 | Russia (bandiera)    | D     | Vadim Karpov        |
| 72 | Russia (bandiera)    | C     | Nikita Ermakov      |
| 77 | Russia (bandiera)    | D     | Il'ja Agapov        |
| 78 | Russia (bandiera)    | D     | Igor' Diveev        |
| 88 | Cile (bandiera)      | C     | Víctor Méndez       |
| 90 | Russia (bandiera)    | D     | Matvej Lukin        |
| 91 | Russia (bandiera)    | A     | Anton Zabolotnyj    |
|    | Argentina (bandiera) | A     | Adolfo Gaich        |

### Rosa 2021-2022
| N. |                           | Ruolo | Calciatore                |
| -- | ------------------------- | ----- | ------------------------- |
| 3  | Brasile (bandiera)        | D     | Bruno Fuchs               |
| 6  | Russia (bandiera)         | C     | Maksim Muchin             |
| 9  | Argentina (bandiera)      | A     | Adolfo Gaich              |
| 14 | Russia (bandiera)         | D     | Kirill Nababkin           |
| 18 | Mali (bandiera)           | A     | Lassana N'Diaye           |
| 19 | Kazakistan (bandiera)     | C     | Baqtııaar Zaınýtdınov     |
| 20 | Russia (bandiera)         | C     | Konstantin Kučaev         |
| 24 | Paraguay (bandiera)       | A     | Jesús Medina              |
| 25 | Costa d'Avorio (bandiera) | C     | Jean-Philippe Gbamin      |
| 27 | Costa d'Avorio (bandiera) | D     | Cédric Gogoua             |
| 35 | Russia (bandiera)         | P     | Igor' Akinfeev (capitano) |

| N. |                     | Ruolo | Calciatore         |
| -- | ------------------- | ----- | ------------------ |
| 42 | Russia (bandiera)   | D     | Georgij Ščennikov  |
| 46 | Russia (bandiera)   | A     | Vladislav Jakovlev |
| 49 | Russia (bandiera)   | P     | Vladislav Torop    |
| 62 | Russia (bandiera)   | D     | Vadim Karpov       |
| 78 | Russia (bandiera)   | D     | Igor' Diveev       |
| 91 | Russia (bandiera)   | A     | Anton Zabolotnyj   |
| 98 | Russia (bandiera)   | C     | Ivan Obljakov      |
|    | Serbia (bandiera)   | D     | Milan Gajić        |
|    | Colombia (bandiera) | C     | Jorge Carrascal    |
|    | Cile (bandiera)     | C     | Víctor Méndez      |

### Rosa 2020-2021
| N. |                       | Ruolo | Calciatore             |
| -- | --------------------- | ----- | ---------------------- |
| 1  | Russia (bandiera)     | P     | Il'ja Pomazun          |
| 2  | Russia (bandiera)     | D     | Mário Fernandes        |
| 3  | Brasile (bandiera)    | D     | Bruno Fuchs            |
| 5  | Russia (bandiera)     | D     | Viktor Vasin           |
| 7  | Russia (bandiera)     | C     | Il'zat Achmetov        |
| 8  | Croazia (bandiera)    | C     | Nikola Vlašić          |
| 9  | Russia (bandiera)     | A     | Fëdor Čalov            |
| 10 | Russia (bandiera)     | C     | Alan Dzagoev           |
| 11 | Nigeria (bandiera)    | A     | Chidera Ejuke          |
| 14 | Russia (bandiera)     | D     | Kirill Nababkin        |
| 19 | Kazakistan (bandiera) | C     | Baqtııaar Zaınýtdınov  |
| 20 | Russia (bandiera)     | C     | Konstantin Kučaev      |
| 22 | Russia (bandiera)     | C     | Konstantin Maradišvili |

| N. |                        | Ruolo | Calciatore                |
| -- | ---------------------- | ----- | ------------------------- |
| 23 | Islanda (bandiera)     | D     | Hörður Magnússon          |
| 29 | Slovenia (bandiera)    | C     | Jaka Bijol                |
| 32 | Venezuela (bandiera)   | A     | Salomón Rondón            |
| 35 | Russia (bandiera)      | P     | Igor' Akinfeev (capitano) |
| 42 | Russia (bandiera)      | D     | Georgij Ščennikov         |
| 49 | Russia (bandiera)      | P     | Vladislav Torop           |
| 62 | Russia (bandiera)      | D     | Vadim Karpov              |
| 71 | Russia (bandiera)      | D     | Najair Tiknizjan          |
| 78 | Russia (bandiera)      | D     | Igor' Diveev              |
| 88 | Norvegia (bandiera)    | C     | Emil Bohinen              |
| 98 | Russia (bandiera)      | C     | Ivan Obljakov             |
| 99 | Bielorussia (bandiera) | A     | Illja Škuryn              |

### Rosa 2019-2020
| N. |                    | Ruolo | Calciatore          |
| -- | ------------------ | ----- | ------------------- |
| 1  | Russia (bandiera)  | P     | Il'ja Pomazun       |
| 2  | Russia (bandiera)  | D     | Mário Fernandes     |
| 5  | Russia (bandiera)  | D     | Viktor Vasin        |
| 7  | Russia (bandiera)  | C     | Il'zat Achmetov     |
| 8  | Croazia (bandiera) | C     | Nikola Vlašić       |
| 9  | Russia (bandiera)  | A     | Fëdor Čalov         |
| 10 | Russia (bandiera)  | C     | Alan Dzagoev        |
| 13 | Russia (bandiera)  | D     | Nikita Kotin        |
| 14 | Russia (bandiera)  | D     | Kirill Nababkin     |
| 17 | Islanda (bandiera) | C     | Arnór Sigurðsson    |
| 18 | Mali (bandiera)    | A     | Lassana N'Diaye     |
| 20 | Russia (bandiera)  | C     | Konstantin Kučaev   |
| 23 | Islanda (bandiera) | D     | Hörður Magnússon    |
| 25 | Croazia (bandiera) | C     | Kristijan Bistrović |

| N. |                           | Ruolo | Calciatore                |
| -- | ------------------------- | ----- | ------------------------- |
| 27 | Costa d'Avorio (bandiera) | D     | Cédric Gogoua             |
| 29 | Slovenia (bandiera)       | C     | Jaka Bijol                |
| 35 | Russia (bandiera)         | P     | Igor' Akinfeev (capitano) |
| 42 | Russia (bandiera)         | D     | Georgij Ščennikov         |
| 49 | Russia (bandiera)         | P     | Vladislav Torop           |
| 53 | Russia (bandiera)         | D     | Maksim Eleev              |
| 62 | Russia (bandiera)         | D     | Vadim Karpov              |
| 78 | Russia (bandiera)         | D     | Igor' Diveev              |
| 87 | Russia (bandiera)         | C     | Konstantin Maradišvili    |
| 98 | Russia (bandiera)         | C     | Ivan Obljakov             |
| 99 | Bielorussia (bandiera)    | A     | Illja Škuryn              |
|    | Argentina (bandiera)      | A     | Adolfo Gaich              |
|    | Brasile (bandiera)        | D     | Bruno Fuchs               |

### Staff tecnico
- Allenatore:  Vladimir Fedotov
- Vice allenatore:  Radik Yamlikhanov
- Vice allenatore:  Oleg Fomenko
- Vice allenatore:  Murat Iskakov
- Allenatore dei portieri:  Dmitri Kramarenko
- Collaboratore tecnico:  Igor Aksenov
- Collaboratore tecnico:  Nikolay Rusu
- Preparatore atletico:  Ryland Morgans